# Spojité zobrazení
Spojité zobrazení je pojem z topologie a matematické analýzy.
Je to takové zobrazení, které zobrazuje dostatečně blízké body blízko sebe. Tato vlastnost zobrazení se nazývá spojitost. Spojité zobrazení je zobecněním pojmu spojitá funkce na množinách čísel.

## Neformální úvod

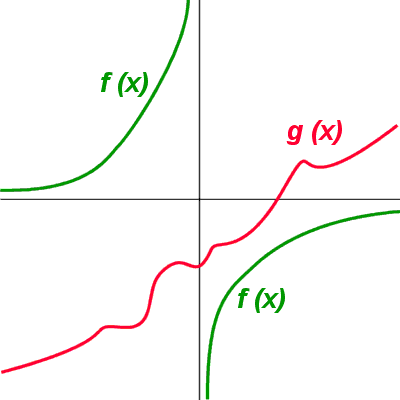
Příklad spojitého zobrazení g a nespojitého f.

Spojitost je přirozená a očekávatelná vlastnost zobrazení. Pro reálné funkce spojitost znamená, že graf funkce neobsahuje ostré skoky a vypadá jako souvislá křivka. Pojem lze definovat na metrických prostorech, tedy na množinách, na kterých je možné měřit „vzdálenosti“. Jedná se tedy například o množiny bodů v rovině, anebo také nějakou množinu funkcí. V metrických prostorech spojitost znamená, že pokud se nějaký bod blíží jinému bodu, blíží se k sobě i obrazy.
Metrickou definici lze zobecnit na topologické prostory, tj. na ještě širší skupinu množin, než jsou metrické prostory. V topologii je spojitost definována tak, že množiny zachovávají některé své topologické vlastnosti. Spojité zobrazení například převádí souvislé množiny na souvislé, kompaktní na kompaktní a vzor otevřené množiny je otevřená množina. Tyto různé definice spojitosti jsou vzájemně kompatibilní.

## Formální definice

### V topologických prostorech

Vzor otevřeného okolí V bodu obsahuje otevřené okolí bodu

Zobrazení {\displaystyle f} mezi topologickými prostory {\displaystyle X} a {\displaystyle Y} nazveme spojité, pokud vzor každé otevřené množiny v {\displaystyle Y} je otevřená množina v {\displaystyle X}.
Ekvivalentní definice říká, že zobrazení {\displaystyle f} je spojité v bodě {\displaystyle x\in X}, jestliže pro každé okolí {\displaystyle V} bodu {\displaystyle f(x)} existuje okolí {\displaystyle U} bodu {\displaystyle x} takové, že {\displaystyle f(U)\subseteq V}. Zobrazení {\displaystyle f} je spojité, pokud je {\displaystyle f} spojité v každém {\displaystyle x\in X}.

### V metrických prostorech
Zobrazení {\displaystyle f} z metrického prostoru prostoru {\displaystyle (X,\rho )} do {\displaystyle (Y,\sigma )} je spojité, právě když pro každé {\displaystyle x_{0}\in X} a každé {\displaystyle \varepsilon >0} existuje {\displaystyle \delta >0} takové, že pro každý bod {\displaystyle x\in X} splňující {\displaystyle \rho (x,x_{0})<\delta } platí {\displaystyle \sigma (f(x_{0}),f(x))<\varepsilon }. Jinými slovy, vzdálenost obrazů dvou bodů může být libovolně blízká, pokud zvolíme vzdálenost vzorů dostatečně blízko.
Ekvivalentně, zobrazení {\displaystyle f\colon \,X\to Y} je spojité v bodě {\displaystyle x\in X}, jestliže platí implikace
{\displaystyle x_{n}\to x\implies f(x_{n})\to f(x)}.

### Spojitá zobrazení na množinách čísel
Zobrazením mezi množinami čísel se častěji říká funkce. Funkce {\displaystyle f} je spojitá v bodě {\displaystyle x}, pokud pro každé {\displaystyle \varepsilon >0} existuje {\displaystyle \delta >0} takové, že
{\displaystyle |x-y|<\delta \implies |f(x)-f(y)|<\varepsilon }.
Množina reálných a komplexních čísel je však také topologický prostor, generován otevřenými intervaly. Podobně metrický prostor a normovaný lineární prostor jsou topologické prostory a různé definice spojitosti zobrazení mezi těmito prostory jsou ekvivalentní.

## Vlastnosti spojitých zobrazení
- Složení spojitých zobrazení je opět spojité zobrazení.
- Spojité zobrazení zachovává kompaktní množiny. Proto i složení {\displaystyle f\circ g:X\to Z} spojitého zobrazení {\displaystyle f\colon Y\to Z} s kompaktním zobrazením {\displaystyle g\colon X\to Y} je zobrazení kompaktní.

## Příklady spojitých a nespojitých zobrazení
- Sčítání, odčítání, násobení a dělení čísel jsou spojitá zobrazení (z „dvojic“ čísel do čísel).
- Mapa zobrazující část krajiny se dá chápat jako spojité zobrazení. Tento koncept je formalizován v definici variety. Varieta je zadána pomocí atlasu, který pozůstává ze spojitých map.
- Projekce topologického vektorového prostoru na nějaký podprostor je spojité zobrazení.
- Lineární transformace konečně rozměrného vektorového prostoru je spojitá.
- Polynomiální funkce je spojité zobrazení. Podobně zobrazení z {\displaystyle \mathbb {R} ^{n}} do {\displaystyle \mathbb {R} ^{m}}, kterého každá složka je polynomiální funkce.
- Křivka je spojité zobrazení z úsečky do nějakého topologického prostoru.
- Skalární součin je spojité zobrazení z dvojic vektorů do čísel.
- Funkce {\displaystyle f\colon \mathbb {R} \to \{0,1\}}, která racionálním číslům přiřadí nulu a iracionálním jednotku, je nespojitá.
- Evoluční operátor v kvantové fyzice (popisuje vývoj fyzikálního systému v čase) je spojité zobrazení.
- Násobení v Lieově grupě je spojité.
- Každé zobrazení z diskrétního prostoru do libovolného metrického prostoru je spojité [pozn 1].
- Nechť {\displaystyle X=C\left(\langle 0,1\rangle \right)} je prostor spojitých reálných funkcí na intervalu {\displaystyle \langle 0,1\rangle } spolu se supremovou normou {\displaystyle ||f||:=\sup |f(x)|} a nechť {\displaystyle K(t,x)} je spojitá funkce. Definujme {\displaystyle \textstyle A\colon X\to X,\ (Af)(t)=\int _{0}^{1}K(t,x)\,f(x)\,\mathrm {d} x}. Pak {\displaystyle A} je spojité zobrazení v {\displaystyle X}.
- Příkladem spojitého zobrazení na topologickém prostoru, který není metrizovatelný, je funkce {\displaystyle \aleph }, která ordinálnímu číslu {\displaystyle \alpha } přiřadí {\displaystyle \alpha }-tou nejmenší nekonečnou mohutnost. Jedná se o zobrazení na vlastní třídě, ovšem pro každé ordinální číslo {\displaystyle \beta } (které je zároveň množinou ordinálních čísel) je restrikce této funkce na {\displaystyle \beta } spojitým [pozn 2] zobrazením z {\displaystyle \beta } do obrazu {\displaystyle \aleph [\beta ]}.
- Lineární zobrazení nekonečně rozměrného vektorového prostoru může, ale také nemusí být spojité. Nechť {\displaystyle X=C^{\infty }(\langle 0,1\rangle )} je prostor hladkých funkcí spolu s maximovou normou {\displaystyle ||f||=\sup |f(x)|}. Pak derivace {\displaystyle D\colon X\to X} je lineární nespojité zobrazení. [pozn 3].